# Klaus Riskær Pedersen
Klaus Riskær Pedersen (ur. 24 kwietnia 1955 w Kopenhadze) – duński przedsiębiorca i polityk, poseł do Parlamentu Europejskiego III kadencji.

## Życiorys
Syn artysty i pisarza Knuda Pedersena oraz Dorthe Palle Madsen. Od wczesnej młodości zajmował się biznesem, m.in. jako wydawca pisma „Aktiv” i założyciel dyskoteki. Do 1978 studiował w finanse w Copenhagen Business School (przerwał naukę w związku z działalnością biznesową), później w 2010 uzyskał na tej uczelni magisterium z innowacji. Zakładał różne przedsiębiorstwa, zajmujące się m.in. prowadzeniem stacji radiowej i telewizyjnej, wydawaniem czasopism, inwestowaniem i analizami rynku. Zajmował się również obrotem papierami wartościowymi i zarządzaniem funduszami. Jego działania wiązały się z oskarżeniami o spekulację i wrogie przejęcia. Autor łącznie kilkunastu książek, w tym o tematyce biznesowej i autobiograficznej, pierwszą z publikacji wydał jako nastolatek. Poświęcono mu także trzy niezależne biografie oraz film.
W 1989 uzyskał mandat posła do Parlamentu Europejskiego z listy Venstre. Przystąpił do Grupy Liberalnej, Demokratycznej i Reformatorskiej, został wiceprzewodniczącym Delegacji ds. stosunków ze Szwajcarią. W grudniu 1993 wykluczono go z Venstre, próbował następnie założyć ugrupowanie De liberale 2000. W kolejnych latach kontynuował działalność w biznesie, m.in. w branży internetowej. Ogłaszał upadłość konsumencką, a także oskarżano go m.in. o nieprawidłowości w finansowaniu kampanii, oszustwa i przestępstwa gospodarcze na niekorzyść firm. W 2002 i 2003 skazywany odpowiednio na 2,5 roku oraz na 3 lata pozbawienia wolności (w obu przypadkach z warunkowym zawieszeniem wykonania kary). W 2007 orzeczono wobec niego karę 7 lat pozbawienia wolności (został zwolniony w 2013). W 2006 zakładał partię Opstillingslisten, która miała wyłaniać kandydatów na podstawie głosowania internautów. W 2015 dołączył do ugrupowania Alternatywa, z którego wykluczono go już po tygodniu. W 2018 założył partię pod nazwą Klaus Riskær Pedersen (później przemianowaną na Borgerlisten), w wyborach w 2019 uzyskała ona 0,8% głosów.

## Życie prywatne
Był dwukrotnie żonaty. Ma łącznie sześcioro dzieci, w tym dwoje z pierwszego małżeństwa.